# 최무선
최무선(崔茂宣, 1325년(고려 충숙왕 12년)~1395년(조선 태조 4년) 4월 19일)은 고려의 무신 겸 정치가이다.
그는 한국 역사상 최초로 화약 개발에 성공하였으며, 화기를 만드는 기관인 화통도감에서 최무선은 화약을 이용한 화포, 화전 등 여러 종류의 화기를 만들어 왜적이 칩입했을 때 사용해 승리의 밑거름이 되었다

## 생애
최무선은 고려 충숙왕 12년(1325년) 영주(영주, 지금의 경상북도 영천)에서 광흥창사 최동순의 아들로 태어났다. 그는 일찍부터 기술에 밝고 방략이 많았으며, 병법(兵法) 논하기를 좋아하였다. 또한 그는 어려서부터 화약과 무기개발에 관심을 가져 각 분야의 책을 널리 상고하였고, 중국어에도 뛰어났다.
문하부사의 벼슬까지 지낸 그는 당시 한창 기승을 부리던 왜구의 노략질을 대응하기 위해서는 화약과 화기만한 것이 없다며 화약 제조에 관심을 가졌고, 왜구를 무찌르는 데는 화약을 사용하는 것이 가장 좋은 방법이라는 생각에 일찍부터 화약 제조법 연구에 몰두하였다. 화약과 화포(火砲) 제조에서 유황, 숯과 함께 꼭 필요한 염초는 화약의 본고장인 중국에서 수입해 와야 했는데, 당시 원, 명 왕조에서는 화약의 제조 방법(재료의 배합 비율 등)을 비밀에 부쳤기 때문에 당시까지만 해도 한반도에는 이 기술을 아는 인물이 없었다.
가까스로 최무선은 원의 강남 이원(李元)을 통해 화약 제조에 관한 몇 가지 비법을 전해 들을 수 있었다. 집에서 부리던 종 몇 명에게 그 기술을 배우게 해서 효과를 시험해 보고 난 뒤 최무선은 도당에 자신이 화약을 만들었다며 시험해볼 것을 건의하였지만, 도당에서는 최무선의 말을 믿지 않았을 뿐 아니라, 최무선을 사기꾼이라 부르는 자도 있었다.
몇 년에 걸쳐 끈질기게 건의한 끝에야 우왕 3년(1377년) 10월, 성의를 인정받아 화통도감(화약국)이 처음으로 설치되었다. 화통도감의 제조로서 최무선은 대장군포 · 이장군포 · 삼장군포 · 육화(六花) · 신포(信砲) · 석포(石砲) · 화전(火箭) · 화통(火㷁) · 철령전(鐵翎箭) · 피령전(皮翎箭) · 질려포(疾藜砲) · 철탄자(鐵彈子) · 천산오룡전(穿山五龍箭) · 유화(流火) · 주화(走火) · 촉천화(觸天火) 등의 각종 다양한 종류의 화기들을 개발하였으며, 또한 군함에 화포(火砲)를 탑재할 수 있도록 군함의 개량에도 힘을 쏟았다. 또한 화기 이용에 대한 교육에도 힘써 처음으로 화기를 전문으로 사용하는 부대인 화통방사군(火筒放射軍)이 편성되었다.
동왕 6년(1380년) 왜구 선단 5백 척이 진포(鎭浦)에 출몰, 서천(舒川)과 금강(錦江) 어구까지 올라와 주변 지역에 대한 방화와 약탈을 자행하자, 최무선은 부원수(副元首)로 임명되어 도원수(都元首) 심덕부(沈德符), 상원수(上元首) 나세(羅世)와 함께 전함을 이끌고 배편으로 출항, 처음으로 화통 · 화포 등을 사용하여 왜선을 격파했다. 이때 그는 부원수로 군사를 분편할 때 최칠석(崔七夕) 등을 이끌고 진포에서 고려군을 지휘하였다. 이때 진포에 침입한 왜구의 해적선 500척을 모두 불살라버렸다. 타고 온 배를 잃어 퇴각로가 막힌 왜구는 곧 한반도 내륙을 돌며 무자비한 약탈을 일삼았지만, 전라도와 경상도를 거쳐 운봉에 집결한 왜구는 다시 병마도원수 이성계(李成桂) 등이 이끄는 고려군에게 황산에서 궤멸되어 그 세력이 전에 비해 크게 꺾였다(황산대첩). 《태조실록》에 실린 졸기에서 사관은 "이로써 왜구가 차츰 줄고 항복하는 자들이 서로 잇따르며, 바닷가 백성이 생업을 회복하게 되었으니, 이는 태조의 덕이 하늘에 응한 덕분이라 하나 무선의 공 또한 적지 않았음이다."라고 최무선의 공적을 평가하고 있다. 동왕 9년(1383년) 왜구가 다시 남해의 관음포(觀音浦)에 상륙하자 최무선은 부원수로 출정하였고, 이 전투에서도 화기를 써서 왜선을 격침시키는 공을 세운다. 이후 왜구의 침입이 대폭 줄어들었을 정도로 화약 병기의 사용은 왜구 격퇴에 크게 기여하였다.
두 번의 해전 승리로 자신감을 얻은 고려 조정은 창왕(昌王) 1년(1389년)에는 왜구의 본거지로 알려진 대마도를 정벌하였는데 최무선 또한 출정해 포로로 끌려간 백여 명의 고려인을 구출하기도 했다. 그러나 우왕 14년(1388년) 이성계(李成桂) 등 신흥 무인 세력이 주도한 위화도 회군으로 우왕이 폐위되고, 이듬해인 창왕 1년(1389년) 조준(趙浚) 등의 주장으로 화통도감은 혁파, 군기시(軍器寺)에 통합되었다. 이는 왜구의 침입이 줄어들어 더 이상 무기 제조가 필요없다는 이유에서였지만 실은 화약 무기의 보급으로 자신들의 지위가 위협받을까 걱정한 때문이었다.
고려가 멸망하고 이성계가 새로운 왕조를 연 공양왕 4년(1392년) 7월, 이방원의 건의로 최무선은 정헌대부(正憲大夫) 검교참찬(檢校參贊) 문하부사(門下府事) 겸 판군기시사(判軍器寺事)가 되었다. 그때 그는 이미 일흔에 가까운 나이였다.
태조 4년(1395년) 4월 19일에 사망. 태종 1년(1401년) 조정은 그가 세운 공을 참작하여 의정부우정승(議政府右政丞) 영성부원군(永城府院君)을 추증하였다.
《태조실록》에 실린 최무선의 졸기에는 최무선이 임종할 당시 책 한 권을 부인에게 주며 아들이 다 자라면 줄 것을 당부하였고, 아들 최해산의 나이 열다섯 살이 되자 유언대로 최무선의 책을 물려주었는데, 그것은 화약의 제조법과 염초의 채취 방법 등을 기술한 《화약수련법》(火藥修鍊法), 《화포법》(火砲法) 등의 저술이었다. 태조 때부터 군기시소감(軍器侍少監)으로 등용되었던 최해산은 그 비법을 배워 조정의 직무에 활용하였다고 하나, 이 책은 전하지 않는다.

### 최무선 당시의 화포
최무선이 만들었다는 화포의 이름은 《태조실록》에도 실려 있지만 최무선 당시의 화포는 현재 남아있지 않다. 한국에서 가장 오래된 화포로 알려진 것은 고려 말기에서 조선 초기, 늦어도 세종(世宗) 이전의 것으로 추정되는 경희고소총통(慶熙古小銃筒)으로, 길이 24cm의 이 총통은 현재 경희대학교 박물관에 소장되어 있다. 경희고소총통의 경우 포신의 약통이 둥글고 약실과 부리의 접점은 지름 12.5cm인데 비해 부리 끝은 16.2cm로 부리에서 약실로 갈수록 좁아진다는 특징이 있는데, 이는 세종조 병기 개혁 이전의 총통의 모습을 보여주는 것이다.
그런데 2004년 한국의 모 골동품 수집가가 최무선 당대의 총통을 입수한 것으로 알려졌고, 그는 자신이 소장한 이 총통을 한국의 KBS 1TV 《HD 역사스페셜》 제작팀에 제보하였다. KBS 1TV 《HD 역사스페셜》 제작진과 함께 해당 총통 유물을 감정했던 정명호 박사(전 문화재전문위원)는 청동으로 된 총통의 부리 겉면에 새겨진 홍무 18년(우왕 11년, 1385년)이라는 연대로 미루어 지금까지 한국에 전해지는 총통 가운데 소규모로써는 가장 오래된 것으로 인정할 수 있다고 보았다. 이 총통 또한 경희고소총통과 마찬가지로 약실이 살짝 부풀어 있고 총구에서 약실로 갈수록 좁아지는 구조를 갖고 있다. 이 총통은 2006년 4월 14일자 KBS 1TV 《HD 역사스페셜》 '최무선의 진포 대첩은 세계 최초의 함포 해전이었다' 방송분으로 보도되었다. 그러나 실제로는 진포 해전은 세계 최초의 함포 해전이 아니다.

## 가족 관계
- 부친: 최동순(崔東洵)
- 아들: 최해산(崔海山) - 태종 때 화포개발자를 중용할 때 중용되어 화기를 개발하였다. 수레에 화기를 장착한 화차를 개발하여 태종 9년(1409년) 창덕궁 후원의 해온정에서 발사 시범을 보이기도 하였고, 이는 세종 때의 신기전 개발로까지 이어진다.
  - 손자: 최공손(崔功孫)

## 평가
그가 처음으로 자체 개발에 성공한 뒤, 향상된 고려의 화력은 해안을 약탈하던 왜구의 진압과 방지에 큰 역할을 하였다. 고려 말 조선 초의 문신 정이오(鄭以吾)가 쓴 《화약고기》(火藥庫記)는 최무선의 업적을 두고, "나라를 위해 마음을 썼으므로 능히 이원의 기술을 얻었으니 그 사려가 깊고 멀다 하겠다. 지금 왜구가 우리 수군과는 감히 배를 타고 승부를 겨루려 들지 못하는 데는 앞서 진포에서의 싸움과 뒷날의 남해에서의 승전 때문이었다."라고 평가하였다.
최무선의 고향인 대한민국의 경상북도 영천시는 영천 출신으로써 한국 최초로 화약을 국산화하고 화포와 전함 등을 독자 개발해 실전에 사용한 최무선의 삶과 업적을 재조명하기 위해 최무선기념사업회와 영천문화원이 공동으로 최무선과학축제를 매년 주최하고 있다. 대한민국의 경상북도 영천시 금호읍 원제삼거리에서 시작하여, 문외동을 거쳐 시청오거리까지 연결하는 도로인 최무선로는 최무선의 이름에서 따온 것이다. 또한 1995년 4월에 취역한 대한민국 해군의 1200T급 209형 장보고급 잠수함(209급 잠수함) 최무선함의 이름은 최무선의 이름에서 따온 것이다.

## 같이 보기
- 장영실
- 이순지
- 이종무
- 김담
- 화포
- 최해산
- 진포 해전
- SS-063 최무선

## 참고 문헌
- 김기웅 《무기와 화약》 세종대왕기념사업회, 1977년
- 박은봉 《한국사 100 장면》 가람기획, 1998년
- 이홍직 《새국사사전》 교학사, 1983년
- 한국사사전편찬회 엮음 《한국고중세사사전》 가람기획, 2007년

## 최무선이 등장하는 작품
- MBC 일일연속사극 《예성강》(1976년) - 이은성 극본, 표재순 연출. 최무선의 화약 제조의 여정을 극화한 드라마. 주인공 최무선 역은 김호영(MBC 탤런트 공채 4기)이 맡았다.